# Cirrhochrista quinquemaculalis
Cirrhochrista quinquemaculalis is een vlinder uit de familie van de grasmotten (Crambidae). De wetenschappelijke naam van deze soort is voor het eerst voorgesteld door Embrik Strand in een publicatie uit 1915.
De soort komt voor in Kameroen.